# 東京都交通局10-000型電聯車
東京都交通局10-000型電動列車（日语：／ Tōkyōto kōtsūkyoku 10-000-gata densha */?）是東京都交通局（都營地下鐵）新宿線用的直流通勤型電動列車，於1971年製造，1978年正式投入服務，2018年2月11日全數退役。

## 概况
本款列车为新宿線的主力车型，於1990年代期間曾進行大型的翻新工程。直到1997年，共拥有28组224辆。列车两端拥有紧急出口，每节车厢拥有4对车门，车门为内藏门，在列车地板上设计有电机检修入口。

## 性能
- 样本车、第1-7批次列车采用电机子斩波器，第8批次列车采用GTO斩波器。
- 主电机采用三菱电机制造的MB-3223A型、日立制作所制造的HS-13533-01RB型，东洋电机制造的TDK-8720A型。其中功率165kW、电压375V、电流490A，转速为1700rpm。
- 转向架采用T-10、10A型，多数为近畿车辆制造，少数为日本车辆制造。
- 起动加速度在新宿線内为3.3km/h/s、在京王电铁内为2.5km/h/s。
- 最高速度在新宿線内为75km/h、在京王电铁内为110km/h。
- 制动方式采用了再生制动和电气指令式制动。
- 保安装置采用ATC和ATS。

## 列车驾驶室
列车驾驶室内的主干操纵器为T型手柄式，为牵引4段+制动7段+紧急制动。其中ATC装置在后期进行过较大改动。在驾驶室和客室之间的隔板的窗户上拥有遮光幕。

## 列车批次分類
- 样本车：1001编组第1-3、8节（1971年度）／日本車輛製造製
- 1次車：1002-1009編組第1-5、8节、1001编组第4、5节（1978年度）／东急车辆制造製
- 2次車：1010-1018編組第1-5、8节（1980年度）／日本車輛製造製
- 3次車：1019-1021編組、1012-1018编组第6、7节（1986年度）／日立制作所製
- 4次車：1022-1023編組（1988年度）／近畿车辆製
- 5次車：1001-1011编组第6、7节（1988年度）／川崎重工业製
- 6次車：1024編組（1988年度）／近畿车辆製
- 7次車：1025-1026編組（1992年度）／近畿車輛製
- 8次車：1027-1028編組（1997年度）／ALNA車輛製

## 编组[1]
|          | 10-000 ←本八幡方向新宿、笹冢、桥本方向→ |             |             |             |             |             |             |              |
| 車廂編號 | 1                                       | 2           | 3           | 4           | 5           | 6           | 7           | 8            |
| 集電弓   |                                         | ◇           |             | ◇           |             | ◇           |             |              |
| 形式區分 | 10-XX0 (Tc1)                            | 10-XX1 (M1) | 10-XX2 (M2) | 10-XX5 (M1) | 10-XX6 (M2) | 10-XX7 (M1) | 10-XX8 (M2) | 10-XX9 (Tc2) |
| 动力单元 | 单元1                                   | 单元1       | 单元1       | 单元2       | 单元2       | 单元3       | 单元3       | 单元3        |
| 其他設備 |                                         |             |             |             |             |             |             |              |
| 安裝機器 |                                         | CHOP,SIV    | CP          | CHOP,SIV    | CP          | CHOP,SIV    | CP          |              |
| 車輛重量 |                                         |             |             |             |             |             |             |              |
| 載客量   | 138人                                   | 149人       | 149人       | 149人       | 149人       | 149人       | 149人       | 138人        |

範例
- CHOP：主控制裝置（斬波器）
- SIV：DC-DC變流器
- CP：電動空氣壓縮機

## 列车配置

### 样本车

#### 初期运用
本列车在1971年制成，共4节编组（车厢编号10-010、10-011、10-012、10-019），采用半不锈钢材料。最初在三田线试运行，并安装了当时适合1,067mm轨距的KD-70型转向架，其中外观和6000型相似。列车首次安装了ATO和地图式车内向导表示装置，另外还安装了自动广播系统。

#### 列车改造
1978年列车开始进行了改造，将位于先头车的电机进行了移除。并且还将转向架进行了更换，安装了1,372mm的转向架，并于同年正式运营。

#### 列车停用
列车先头车于2003年11月设置了圆形标志，列车原计划在2004年10月多摩动物公园站以「TAMA ZOO TRAIN号」的名义充当始发车，不过由于台风的影响，使得列车最终在2004年11月宣布停用。

### 1次车
本批列车初期为6编组，由东急车辆制造生产，并在1978年于岩本町-东大岛段开始使用。编组号为1002-1009，另外也包括1001编组中的10-015和10-016号车厢。其中1003编组的10-031和10-032号车厢已在早期发生故障，后由1004编组替代。
由于2005年至2006年期间10-300型・10-300R型的到来，导致本批列车最终于2006年9月停用。

### 2次车
本批列车初期为6编组，由日本车辆制造生产，并在1980年开始使用。编组号为1010-1018。
由于2005年至2006年期间10-300型・10-300R型的到来，导致本批列车最终于2006年7月停用。

### 3次车
为应对船堀-筱崎段的开通，本批列车在1986年开始使用，由日立制作所生产，本批列车首次在初期采用8编组运营。编组号为1019-1021，另外也包括1012-1018编组中的第6、7节车厢。并且首次启用了列车种别表示装置，与京王6000系、7000系相似。

### 5次车
本批列车于1988年生产，由川崎重工业负责制造，是作为编组号1001-1011的扩编车厢（第6、7节）。

### 4、6次车
于1988年生产，由近畿车辆负责制造，并在2009年进行过翻新工程，并且首次启用了空调装置。第4批编组号为1022、1023，第5批编组号为1024。

### 7次车
本批列车于1992年生产，由近畿车辆负责制造，编组号为1025、1026。由于京王线的扩大，导致列车内部分运行图作出修改。其中列车的开关门声做出了重大修改（开关门时都有提示音）。
列车LED显示屏文字首次采用宋体显示，驾驶台颜色也由茶色变为白色。

### 8次车
1997年由ALNA車輛制造，编组号为1027、1028。列车外形较之前的批次有很大的不同，外形与东武30000系相似，其车头的「银杏」位置也发生了变化。
由于此时的日本电力动车组均采用VVVF控制模式，故此款列车也是日本生产的最后一款斩波控制列车。

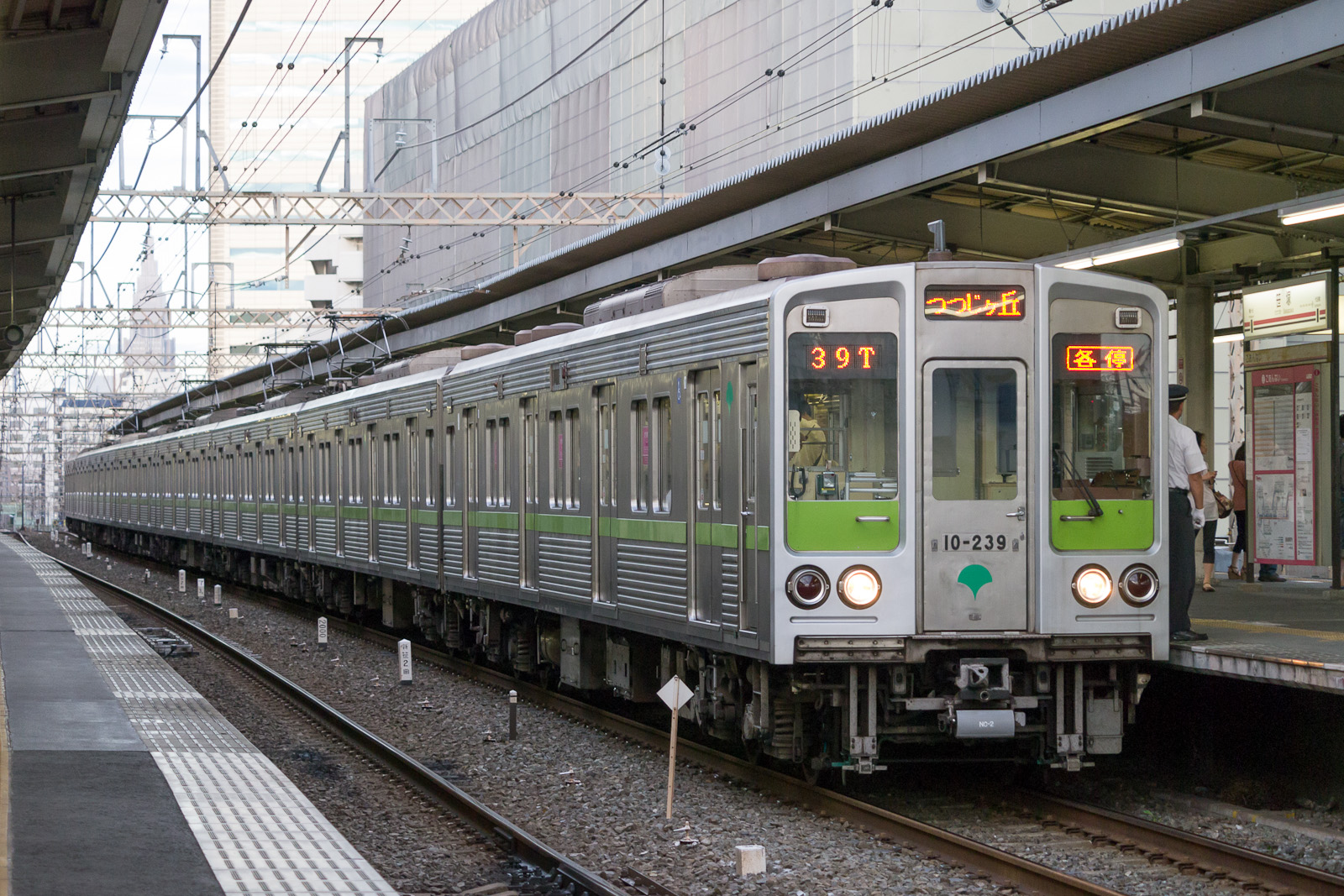
4次车（1023号在笹冢站）
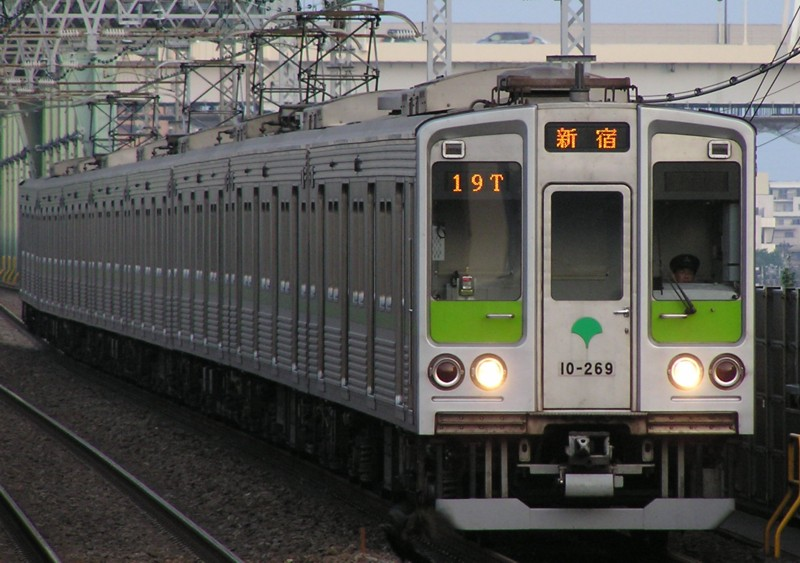
7次车（1026号在东大岛站）
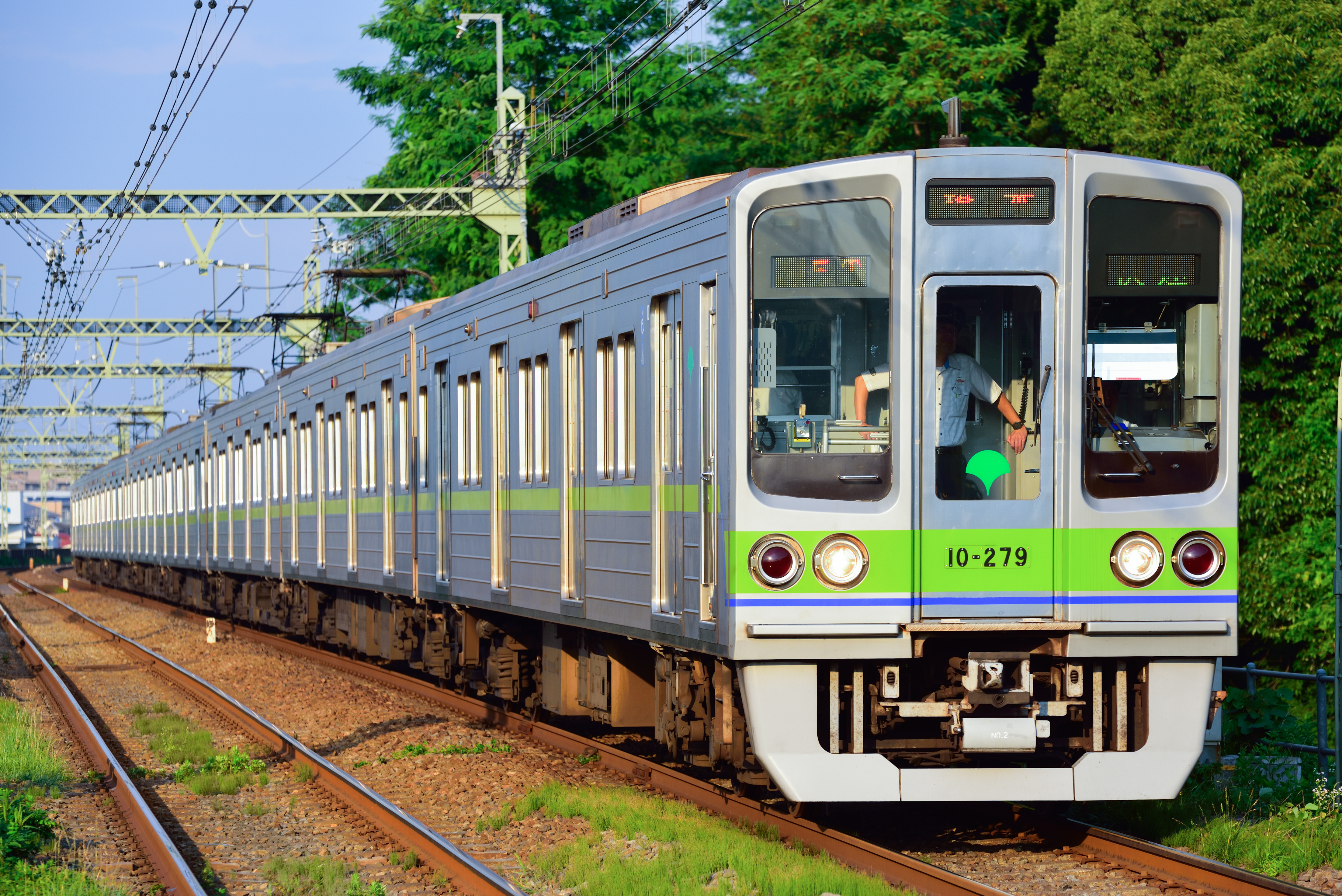
8次车（1027号，2017年6月16日摄于明大前站）

## 列车翻新工程
2009年1022-1044号编组开始进行翻新，主要针对列车的座椅、LED显示器和扬声器系统进行更改。

## 列车内外

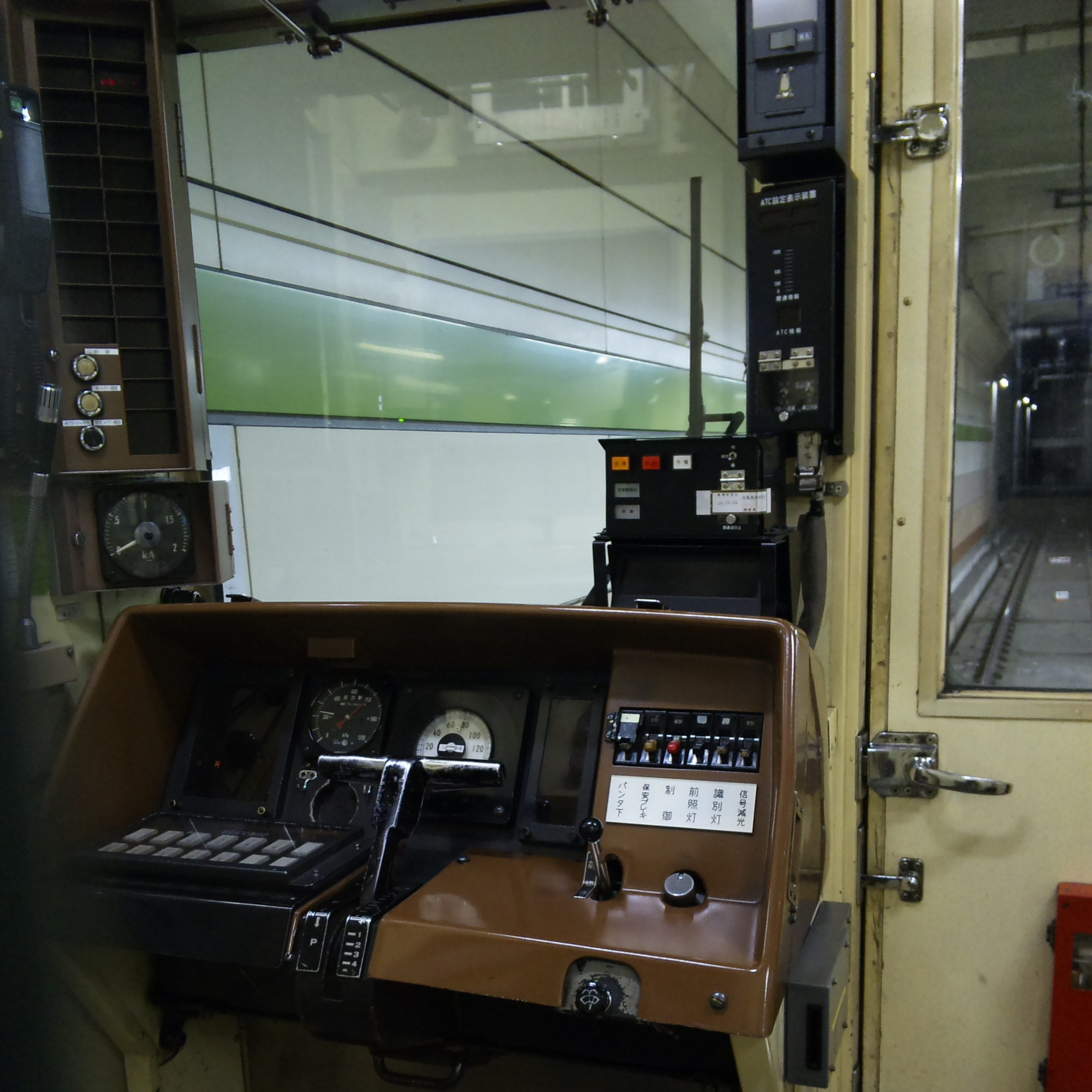
列车驾驶室
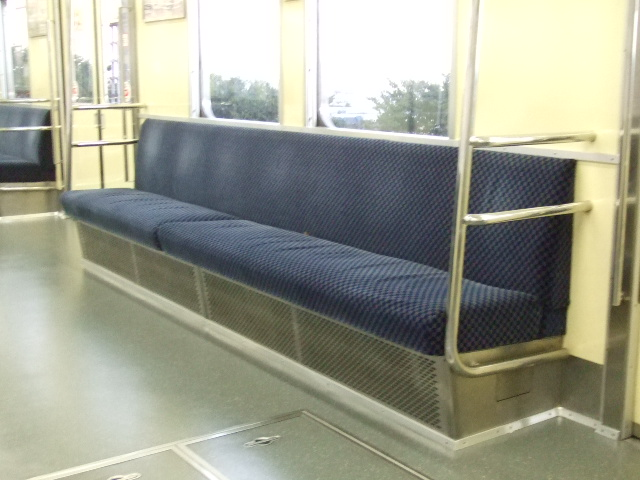
更换后的普通席
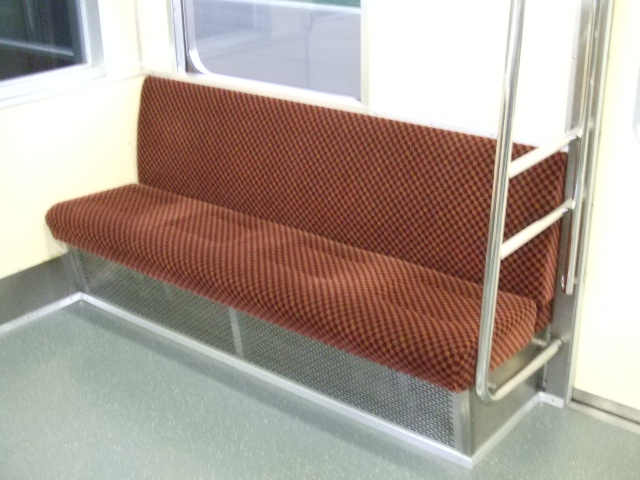
更换后的优先席
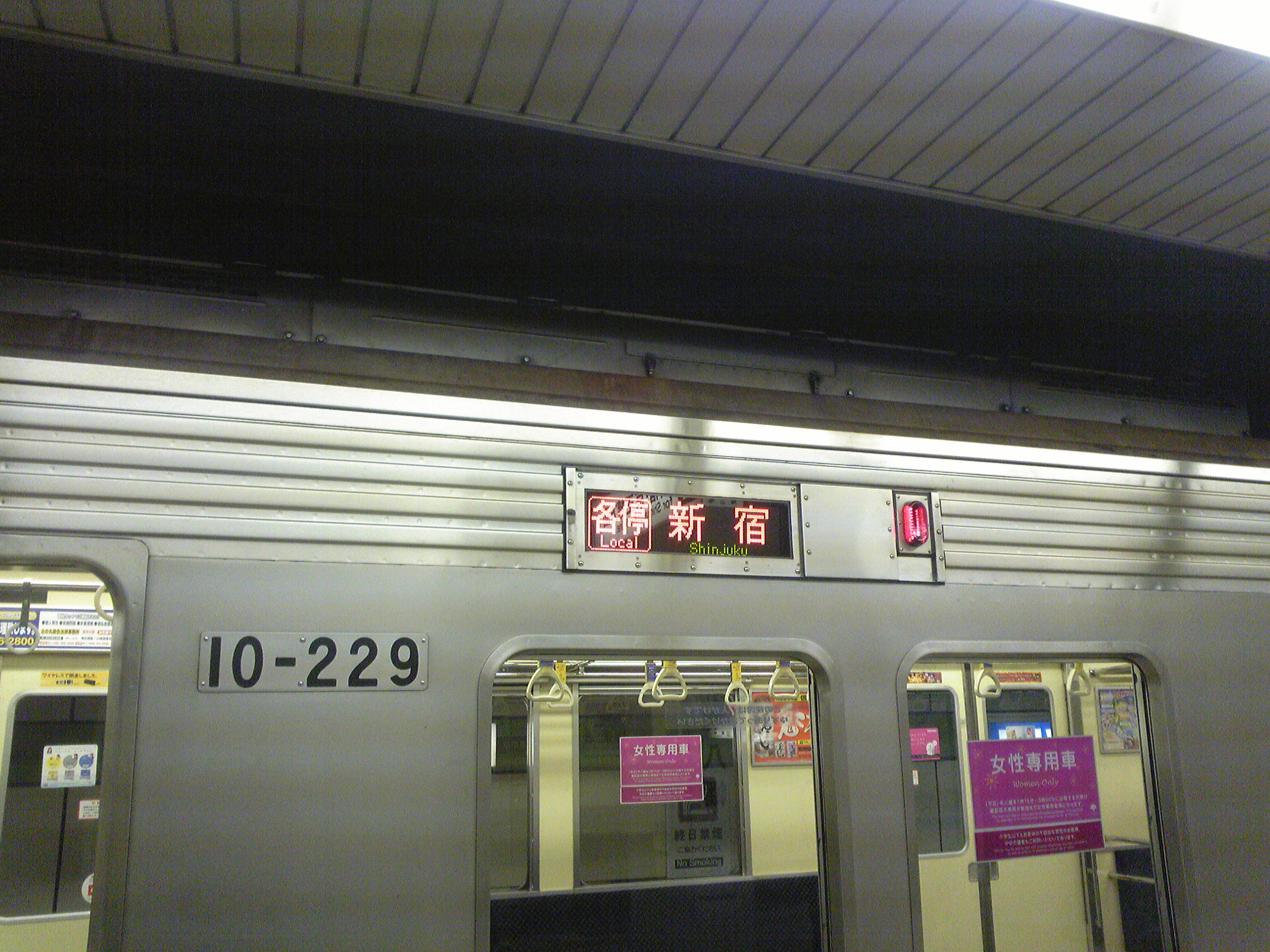
10-229号车厢侧面显示装备